# János Egri

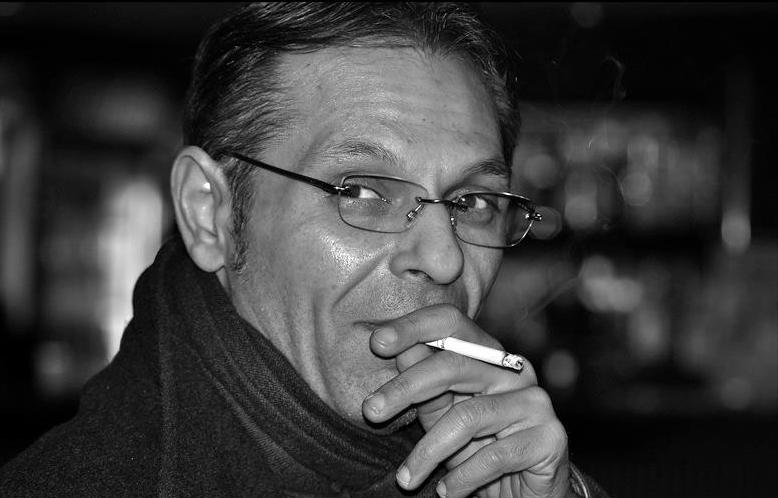
János Egri

János Egri (* 7. Februar 1966 in Budapest) ist ein ungarischer Musiker des Modern Jazz (Kontrabass, auch Bassgitarre).

## Leben und Wirken
Egri hatte zunächst klassischen Geigenunterricht, bevor er mit 14 Jahren an den Bass wechselte. Er hatte Unterricht bei Gyula Sellei, dem Prinzipal der Bassisten im Ungarischen Radiosinfonieorchester. Seit dem 18. Lebensjahr spielte er Jazz. Er arbeitete mit Musikern wie Tony Lakatos, Ferenc Snétberger, Mihály Dresch oder Béla Szakcsi Lakatos.
1990 bildete er das Trio Midnight mit Pianist Kálmán Oláh und dem Schlagzeuger Elemér Balázs, das nach Auftritten in Frankreich und Italien 1995 den ersten Preis bei einem internationalen Jazzwettbewerb in Belgien gewann. 1996 gründete er seine János Egri Group. Weiterhin spielte er mit Frank Zappa, James Moody, Tony Scott, Steve Grossman, Pat Metheny, Lee Konitz, Hal Galper und Jack DeJohnette. Er ist auch auf Alben von Jo Mikovich oder Steve Houben zu hören.
2001 erhielt er den Artisius-Preis.

## Diskographische Hinweise
- Moods (Infoimpress, 1998)
- Soft Waves (KCG - Universal, 2001)
- Voice & Bass (EMI, Hunnia Records, 2010, mit Árpád Oláh Tzumo, András Mohay, János Egri jr.)
- Dialogue (Hunnia Records, 2012)